# 아케르스후스주
- 이 문서는 아케슈휘스로도 들어올 수 있습니다.

아케르스후스주의 위치

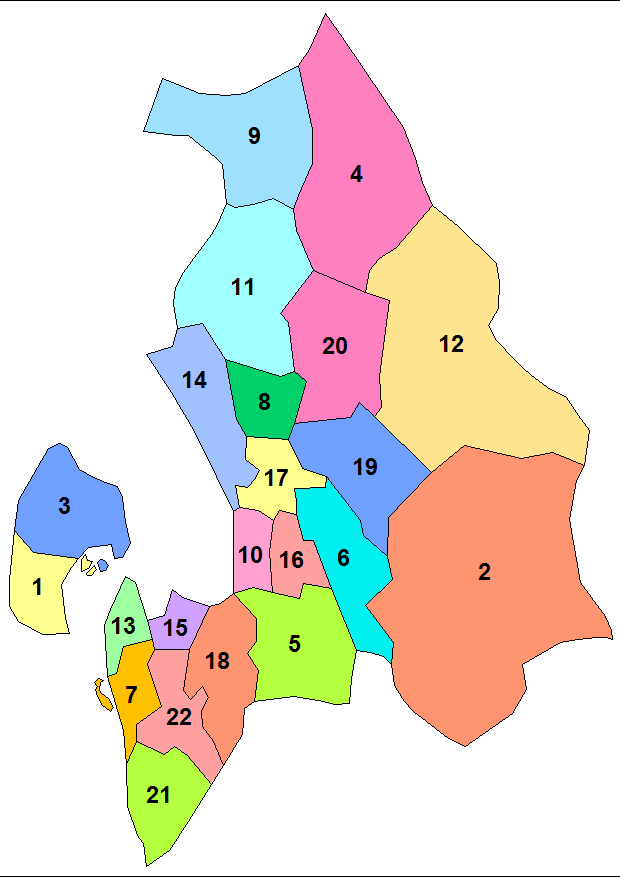
아케르스후스주의 지방 자치체

아케르스후스주(노르웨이어: Akershus fylke,[ɑ̂:kəʂ.hÿːs],아케슈휘스)는 노르웨이 남동부에 위치한 주이다. 주도는 오슬로이며 면적은 4,918km2, 인구는 573,326명(2014년 기준), 인구 밀도는 107명/km2이다. 동쪽으로는 헤드마르크주, 북쪽으로는 오플란주, 서쪽으로는 부스케루주와 오슬로, 남쪽으로는 외스트폴주와 접한다. 아케르스후스 주의 주도인 오슬로는 아케르스후스 주에 속하지 않으며 별도의 행정 구역으로 존재한다. 22개 지방 자치체를 관할한다.
2020년 1월 1일부로 외스트폴주, 부스케루주와 통폐합되어 비켄주가 신설되면서 폐지되었으나, 2024년 1월 1일부로 비켄주가 다시 폐지되면서 4년 만에 복원되어 재출범하였다.

아케르스후스주의 문장

## 인구
| 연도                       | 인구    | ±%     |
| -------------------------- | ------- | ------ |
| 1951                       | 183,116 | —      |
| 1961                       | 234,323 | +28.0% |
| 1971                       | 324,390 | +38.4% |
| 1981                       | 369,193 | +13.8% |
| 1991                       | 418,114 | +13.3% |
| 2001                       | 471,988 | +12.9% |
| 2011                       | 545,653 | +15.6% |
| 2018                       | 614,026 | +12.5% |
| Source: Statistics Norway. |         |        |